# Gwardia wareska

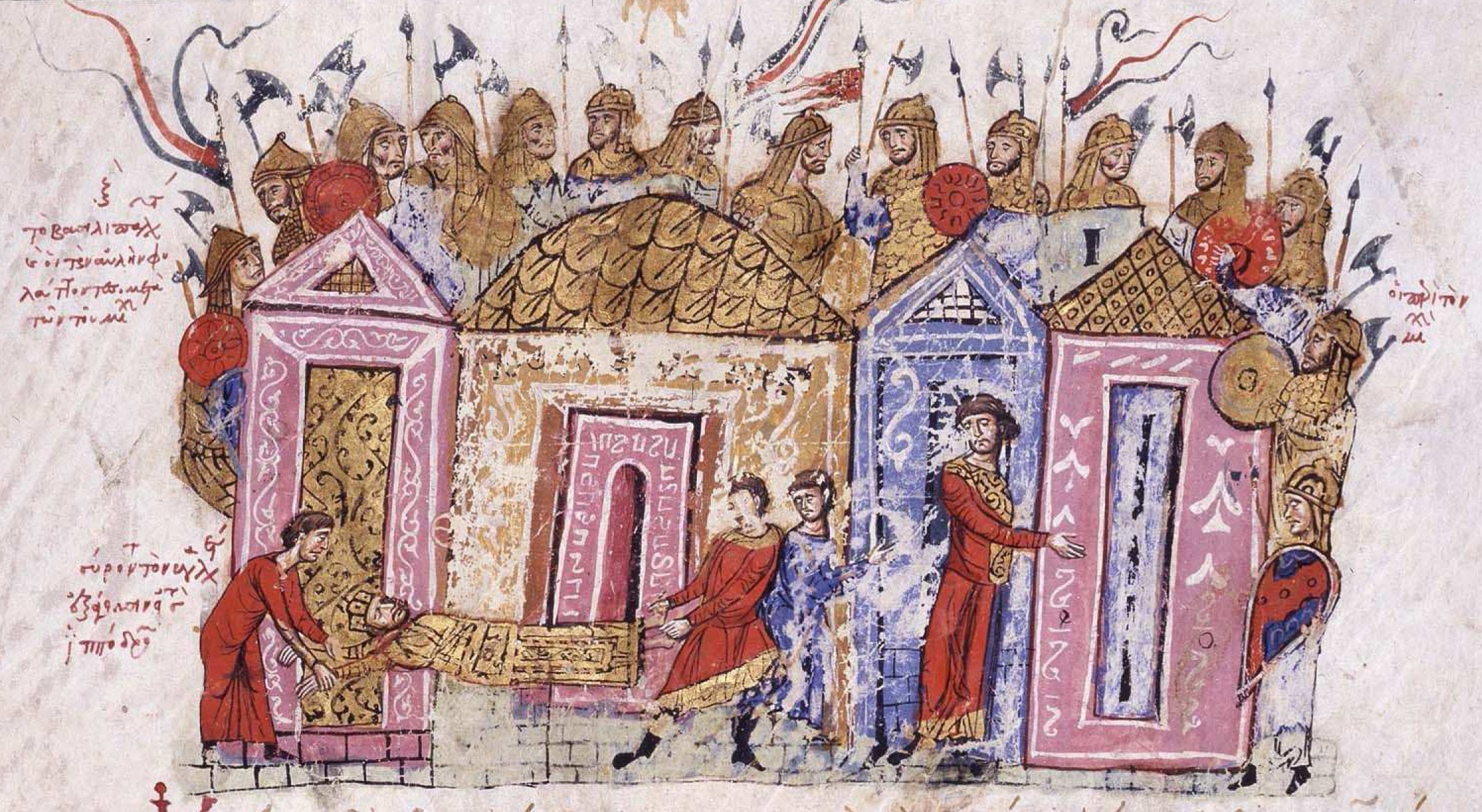
Przedstawienie gwardzistów w kronice Skylitzisa

Gwardia wareska (gr. Τάγμα των Βαραγγίων -Tagma ton Warangion) – formacja gwardii cesarskiej w Bizancjum. Jako oficjalna jednostka powołana pod koniec X wieku przez cesarza Bazylego II Bułgarobójcę, który pragnął się uniezależnić od dotychczasowej gwardii złożonej z Bizantynczyków, podatnej na przekupstwo i sugestie polityczne.

## Historia
Waregowie najmowali się do armii bizantyńskiej przez większość okresu swoich podróży, choć początkowo zwykle były to pojedyncze drużyny pomniejszych jarlów. Już w 911 roku mają oni walczyć po stronie greckiej, nie, jak dotąd, przeciwko niej, służąc wraz z Dalmatyńczykami w marynarce podczas wyprawy na Kretę. Mieli oni brać udział również w wyprawie na Longobardów do Włoch w 936 r. oraz  w walkach w Syrii z Arabami w 955 r. Znani byli oni wówczas jako wspaniała kompania (gr. Μεγάλη ‘Εταιρεία).

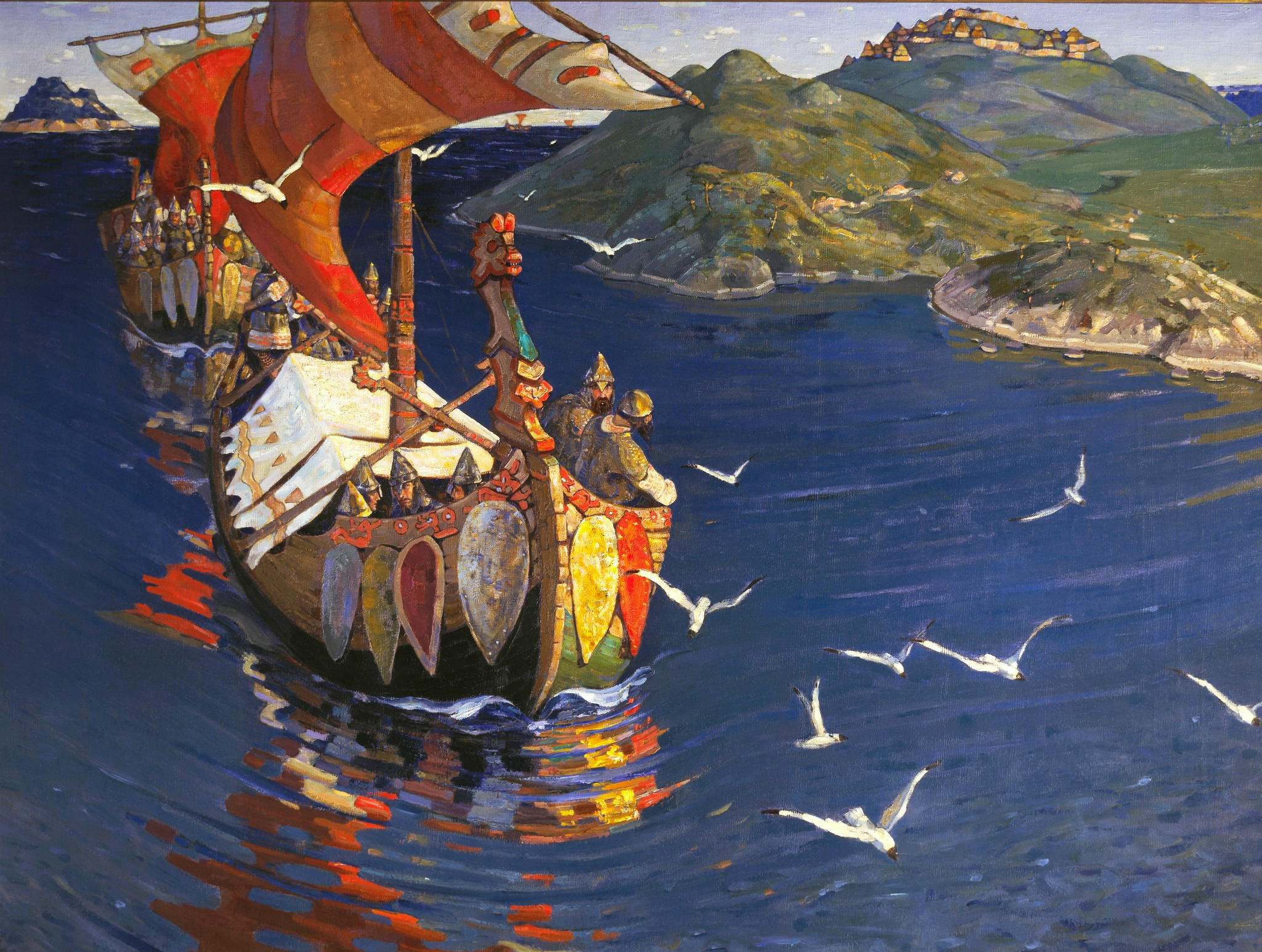
Zamorscy goście, Mikołaj Roerich (1899)

Gwardia, jako oficjalna formacja wywodziła się prawdopodobnie z sześciu tysięcy wojów wareskich, wysłanych przez Włodzimierza I Wielkiego w roku 988 jako pomoc dla Bazylego II, który podówczas toczył wojnę domową. Był to sposób okazania wdzięczności po przyjęciu chrześcijaństwa oraz wydaniu siostry Bazylego II, Anny, za Włodzimierza. W rok później, pod dowództwem samego cesarza, starli się oni z siłami buntownika Bardasa Fokasa, rozbijając jego siły i zabijając jego samego. Waregowie wyróżnili się w tej bitwie okrucieństwem, obcięli już martwemu przywódcy buntowników głowę, a ich samych ścigali "tnąc ich na kawałki". Prawdopodobnie wówczas, widząc ich skuteczność w walce z wewnętrznymi zagrożeniami, Bazyli II postanowił sformować składającą się z Waregów osobistą gwardię.
W późniejszym okresie brali oni udział w wojnach w południowych Włoszech, gdzie toczyli walki z Longobardami oraz Normanami. W 1018 zostali wysłani przez Bazylego na pomoc Bazylemu Boiannesowi, zarządcy Katepanatu Italii, pod którego dowództwem wzięli udział w zwycięskiej bitwie pod Kannami. Pod dowództwem Georgiosa Maniakesa brali również udział w 1038 w wyprawie na Sycylię, którą zajęli Arabowie. Wyprawa zakończyła się częściowym niepowodzeniem, kiedy Maniakes obraził i poniżył Arduina, przywódcę sojuszniczych Longobardów. W efekcie Longobardowie zdezerterowali, a popierający ich Normanowie i Waregowie podążyli za nimi.
Niedługo później, 16 marca 1041 katepan Michał Doukeianos utracił dużą część podległych mu Waregów podczas bitwy pod Venosą – większość z nich utonęła podczas ucieczki przez rzekę Ofanto. W tej sytuacji, został on zastąpiony przez Exagustusa Boiannesa, który został wysłany wraz wareskimi posiłkami. Nie przyniosło to jednak znaczących zmian - już 3 września 1041 zostali oni pokonali przez Normanów. Wielokrotnie Waregowie byli wysyłani wraz z kolejnymi katepanami do Italii, aby utrzymać słabnące wpływy bizantyjskie w tym regionie. W 1047 mieszkańcy Bari odmówili utrzymywania kontyngentu Waregów wysłanych wraz z katepanem Janem Rafałem, przez co musiał on urzędować w Otranto. W dwadzieścia lat później, ostatni bizantyjski katepan południowych Włoch, Mabrica, przy pomocy wojowników Wareskich zdobył Tarent i Brindisi, co nie zapobiegło jednak definitywnemu upadkowi Katepanatu Italii i utracie lokalnych wpływów przez Cesarstwo.
W 1088 roku duża grupa Anglosasów i Duńczyków przybyła w granice Bizancjum. Według jednego ze źródeł ich liczba sięgała ponad 5 tysięcy, na 235 statkach. Wielu z tych, którzy nie podjęli służby cesarskiej, osiadło na brzegach Morza Czarnego. Ten napływ Anglosasów spowodował, że od tamtego czasu popularnie Gwardię Wareską nazywano Englinvarrangoi - Anglowaregami. Brali oni udział w walkach z Normanami na Sycylii oraz na południowych Bałkanach.
W późniejszym okresie gwardia wareska rzadziej brała udział w bitwach, aczkolwiek zdarzały się wyjątki. Znany jest m.in. ich udział w bitwie pod Beroją w 1122 r. pod dowództwem cesarza Jana II Komnena, kiedy to udało im się przebić przez krąg wozów Pieczyngów, co spowodowało ich załamanie i ucieczkę. Ich bohaterstwo w tym okresie potwierdzają zarówno kronikarze bizantyjscy, jak i zachodnioeuropejscy i arabscy - nie sposób jednak stwierdzić, czy jest to efekt faktycznych zwycięstw, czy też jedynie narosłej wokół gwardii legendy.
Wersję pierwszą wydaje się potwierdzać bohaterska obrona Konstantynopola podczas czwartej krucjaty. Gwardia wykazała się brutalnością, ale i skutecznością - innym jednostkom armii bizantyjskiej nie udało się powstrzymać krzyżowców, podczas gdy gwardia utrzymała część miasta i mogła negocjować ze zwycięzcami. Po zdobyciu miasta i stworzenia Cesarstwa Łacińskiego, gwardia została rozwiązana. Istnieją źródła które wspominają o jej ponownym sformowaniu w okresie Cesarstwa Nicejskiego, jednak nie jest prawdopodobne, aby, jako jednostka anachroniczna, przetrwała długo po odrodzeniu Bizancjum przez Michała VIII Paleologa.

## Funkcje
Funkcje bizantyńskiej gwardii wareskiej były podobne jak huskarlów i hirdu w Skandynawii oraz drużyny w państwach słowiańskich - przede wszystkim stanowili oni straż przyboczną władcy, bądź wyznaczonych przez niego urzędników i dowódców - nie tylko na polu bitwy, ale także na co dzień. Jako jednostka wojskowa stacjonowali przede wszystkim w Konstantynopolu (zwanym przez nich Miklagarðr) i okolicach - ich główną siedzibą był prawdopodobnie kompleks pałacowy Boukoleon (Βουκολέων).
Zazwyczaj brali oni udział w bitwach w ostateczności, gdy zagrożone było bezpośrednio życie cesarza bądź innego dostojnika, którego gwardię stanowili. Dzięki temu zdobyli chwałę biorąc udział w bitwie pod Manzikertem w 1071 r., gdzie mimo klęski wojsk bizantyjskich, gwardia wareska utrzymała szyk tak, że Turcy seldżuccy, bez trudu mogli rozpoznać miejsce, gdzie nieporuszona ściana tarcz chroniła cesarza.

## Prestiż i reputacja
Gwardziści warescy znani byli ze swojej wierności wobec cesarzy – Anna Komnena, córka Aleksego I, pisze w swojej Aleksjadzie, że barbarzyńcy z północy charakteryzowali się niezłomną lojalnością wobec jej ojca, przewyższając w tym jednostki zarówno rodzime, jak i najemne. W przeciwieństwie jednak do oddziałów greckich, Waregowie byli wierni bardziej pozycji cesarza, niż konkretnemu władcy. Gdy cesarz Nicefor II Fokas został zaatakowany, pośpieszyli mu na pomoc, jednak gdy dotarli na miejsce, był on już martwy. W tej sytuacji ogłosili oni jego zabójcę, Jana Tzimiskesa, nowym cesarzem. Żywego bronili by do upadłego, nie było jednak sensu mścić się za trupa. Mieli już nowego władcę.
Mieli oni świetną opinię poza granicami Cesarstwa, jednak często wzbudzali niechęć wśród wyższych sfer bizantyjskich. Początkowo opisywani przez pisarzy (jak Anna Komnena) jako "szlachetni dzikusi", z czasem byli traktowani coraz bardziej jako zwykli barbarzyńcy (pelekyphoroi barbaroi).
Mimo pewnej pogardy ze strony wyższych klas społecznych, gwardia pozostawała jedną z najbardziej prestiżowych i cenionych formacji w armii Bizancjum. Ich utrzymanie było więc wyjątkowo kosztowne - jej członkowie byli wynagradzani srebrem i złotem. O prestiżu tego oddziału może świadczyć fakt, iż w szczytowym okresie mody na ascetyzm, jego członkowie mieli własne łaźnie, utrzymując je mimo niechęci dostojników prześcigających się w demonstrowaniu umartwienia.
Kolejnym z przywilejów gwardii był tzw. polutasvarf (plądrowanie pałacu) – pozwalający gwardzistom w chwili śmierci cesarza na udanie do skarbca i wyniesienie tyle złota i klejnotów, ile tylko uniosą. Dzięki niemu wielu z gwardzistów wróciło do domów wzbogaciwszy się niepomiernie, co dodatkowo zwiększało popularność tego typu służby wśród Skandynawów.
Od XII wieku gwardia powoli przekształca się w formację reprezentacyjną, choć jeszcze zdarzało jej się brać udział w bitwach. Stopniowo jednak pozostała jedynie reprezentacyjną strażą cesarską, specjalizującą się w jego osobistej ochronie oraz w defiladach. Z czasem zdobyli opinię podatnych na pijaństwo - w XII w. określani byli nawet jako cesarskie worki na wino.

## Taktyka i uzbrojenie

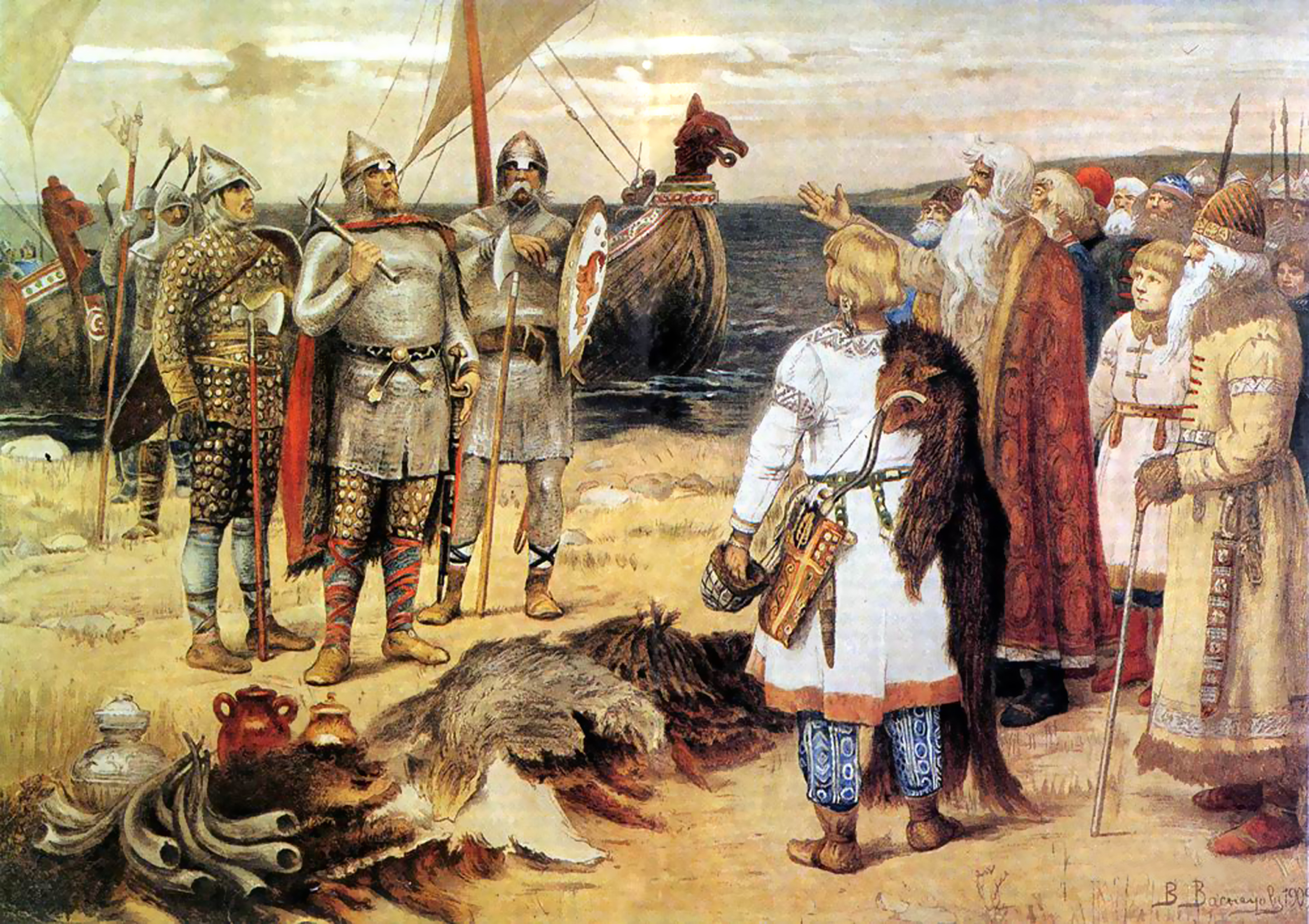
Waregowie

Anna Komnena opisywała gwardię wareską jako dorodnych, bardzo wysokich, jasnowłosych mężczyzn, którzy nosili miecze na ramieniu.  Wywodziło się to ze zwyczaju noszenia broni przymocowanej do baldricu, czyli pasie noszonym na ukos na ramieniu. Głównym uzbrojeniem gwardii wareskiej były tzw. duńskie topory – dwuręczne o ciężkich żeleźcach i długich (150-180 cm) styliskach. Według ówczesnych relacji, były one w stanie obalić jeźdźca wraz z koniem, a pancerze nie stanowiły przed nimi ochrony. Choć jest to najczęstszy opis, istnieją źródła twierdzące, że gwardziści zbrojni byli również w miecze bądź łuki, a nawet, że walczyli konno.
Uzbrojenie ochronne stanowiła najczęściej kolczuga, ale także lamelka, lub zbroja łuskowa, zakładane na przeszywanicę. Ponadto używano hełmów z nosalem lub okularowych, oraz tzw. bizantyjskie karwasze i stalowe nagolenice. Początkowo popularne były okrągłe tarcze z umbem, zastąpione później przez tarcze migdałowe, których popularność wśród wikingów wywodzi się podobno właśnie z gwardii wareskiej. Rozpowszechniły się one poprzez Ruś, na zachód Europy, trafiając m.in. do Normandii, gdzie weszły one w powszechne użycie. Tak zwykle przedstawia się ich na zachodzie, jednak wielce prawdopodobne wydają się przypuszczenia, że w użyciu było również uzbrojenie wschodnich Rusów, czyli m.in. słowiańskich szłomów, czy też szabel.
Źródła zgodnie podają, że Waregowie używali własnego sprzętu - cesarz im go nie zapewniał. Powszechne jednak zapewne było kupowanie miejscowych, greckich wyrobów o wysokiej jakości - szczególnie w przypadku opancerzenia.

## Skład narodowościowy
Początkowo gwardia składała się niemal wyłącznie z Waregów, jak nazywano wszelkich skandynawskich wojowników przybywających do Bizancjum. Obejmowało to prawdopodobnie głównie Rusów i Szwedów, ale również Duńczyków i Norwegów. Liczba służących w armii bizantyńskiej Skandynawów była tak znacząca, że zostało odnotowane przez średniowieczne prawo szwedzkie. Według jego brzmienia, nikt, kto znajdował się w Grecji, nie mógł dziedziczyć.
W XI wieku do tej formacji zaczęli się zaciągać także Anglosasi, Normanowie, a także Słowianie. Jednak to Skandynawowie pozostawali do 1088 r. główną częścią gwardii, charakteryzując się tym, że po odbyciu służby powracali w większości do ojczyzny, podczas gdy wielu innych jej członków pozostawała w Konstantynopolu do końca życia.
Dopiero pod koniec istnienia Cesarstwa skład narodowościowy gwardii zaczął tracić swój skandynawski charakter. Odzyskała go w pewnym stopniu w 1111 r., gdy Sigurd I Krzyżowiec, król Norwegii, przed powrotem z krucjaty, pozwolił swoim pozostałym żołnierzom (których początkowa liczba sięgała 6 tysięcy) przyłączyć się do niej, a sam wrócił do ojczyzny z mniej niż setką wojowników.

## Najbardziej znani członkowie
Członkami gwardii wareskiej często bywali dostojnicy wikińscy, a nawet ówcześni bądź późniejsi królowie.

### Harald III Surowy
Harald III Surowy, zwany "Hardraada", król Norwegii 1045–1066 – służył w gwardii wareskiej bizantyńskich cesarzy w latach 1034-1042, pod koniec tego okresu będąc nawet dowódcą tej formacji. Jako dowódca zaciężnego oddziału w armii cesarskiej walczył w Afryce, Italii, na Sycylii, w Azji Mniejszej i na Morzu Egejskim. W latach 1040-1041 uczestniczył w tłumieniu powstania Bułgarów, wiosną 1042 r. już jako dowódca gwardii brał udział w obaleniu cesarza Michała V. W 1066, będąc królem Norwegii, poległ podczas bitwy pod Stamford Bridge, walcząc o tron Anglii, do którego rościł prawa. Po jego śmierci prawdopodobnie wielu spośród jego wojowników zaciągnęło się do gwardii wareskiej.

### Edgar II Ætheling
Edgar II Ætheling (ur. ok. 1051, zm. ok. 1126) – ostatni członek rodu królów anglosaskich z dynastii Wessexu. Mianowany przez króla Edwarda Wyznawcę swoim następcą, ale po jego śmierci w 1066 r. przegrał z earlem Wessexu Haroldem. Po jego przegranej pod Hastings wybrany na krótko królem Anglii, wkrótce musiał skapitulować przed Wilhelmem Zdobywcą. Po tym na zmianę wiernie służył normańskim królom, bądź sprzymierzał się przeciwko Normanom ze Szkotami (był szwagrem szkockiego króla Malkolma III). Ok. 1098 r. wyruszył w pielgrzymkę na Wschód. Zatrzymał się jednak w Konstantynopolu i wstąpił do gwardii wareskiej, gdzie służyło już wielu anglosaskich emigrantów. Cesarz Aleksy I Komnen postawił go wkrótce na czele floty i wysłał go z zadaniem pilnowania krzyżowców i zbierania informacji o oblężeniu Antiochii. Nie wiadomo jak długo pozostawał w służbie cesarskiej - wiadomo że ok. 1106 r. był już z powrotem w Europie.

## Gwardia wareska w kulturze

### Kamienie runiczne
Prawdopodobnie to duże straty wśród służących w Gwardii Skandynawów przyczyniły się do stworzenia najliczniejszej grupy szwedzkich kamieni runicznych mówiących o podróżach zagranicznych - tzw. Greckich Kamieni Runicznych. Były one wznoszone przez byłych jej członków, bądź też dla ich upamiętnienia. Mniejsza grupa Kamieni Italskich poświęcona jest prawdopodobnie tym spośród gwardzistów, którzy zginęli walcząc w południowych Włoszech. Czasami tego typu kamienie zawierały elementy i symbole charakterystyczne dla kultury Bizantyjskiej (takie jak Krzyż patriarchalny) – przykładem może być ten wyryty na kamieniu w Täby, który stał się  wzorem dla herbu tej gminy.

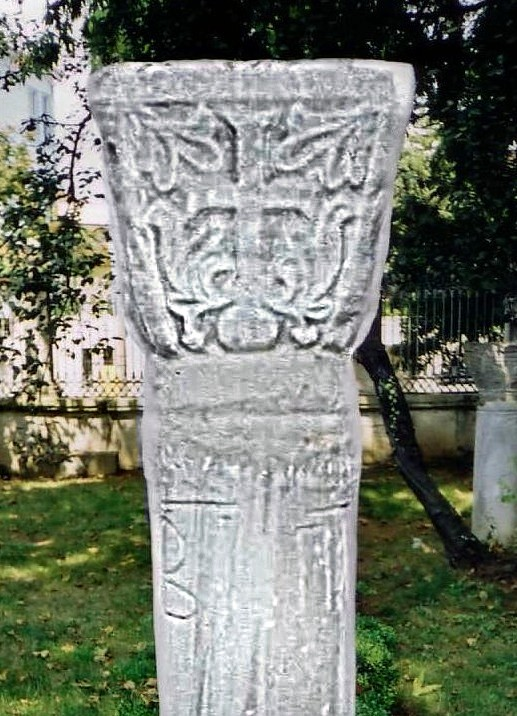
Runy wyryte na bizantyńskiej kolumnie przez członków gwardii
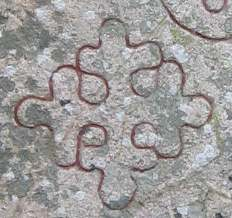
Bizantyński krzyż wyryty na kamieniu w Täby, Szwecja
Współczesny herb gminy Täby

### Sagi
Losy wielu wikingów udających się do Miklagarðr (Myklegardu) opisywane były w skandynawskich sagach. Twierdzą one, że zachodni Skandynawowie (Norwegowie, Duńczycy) stosunkowo później rozpoczęli wyprawy "do Greków", dając się w tym wyprzedzić Szwedom i Rusom. Jak wspomina saga rodu z Laxdalu, Islandczyk Bolli Bolasson, urodzony w 1006 roku był pierwszym znanym Islandczykiem czy Norwegiem w gwardii wareskiej, który dotarł do Konstantynopola przez Danię, zaciągnął się do służby cesarskiej, a po powrocie do ojczyzny zyskał dzięki temu i dzięki zdobytym bogactwom wielkie wpływy. Również saga o Njalu przypisuje jednemu ze swoich bohaterów - Kolskeggowi - pierwszeństwo pośród Islandczyków w dotarciu do Holmgardu (Nowogrodu) i Miklagardu (Konstantynopola).

### Pielgrzymki
Wielu gwardzistów przed powrotem do Skandynawii odbywało pielgrzymkę do Ziemi Świętej. W 922 roku pielgrzymem był Kolskeggr, w 1034 był tam Harald.

### Źródła historyczne
- Strategikon – Kekaumenos
- Aleksjada – Anna Komnena
- Historia ecclesiatica – Ordericus Vitalis
- Chronicon universale anonymi Laudunensis
- Heimskringla

### Źródła współczesne
- Sigfus Blondal: Varangians of Byzantium: An Aspect of Byzantine Military History. Benedikt S. Benedikz (tł. na ang.). Cambridge: 1978. ISBN 0-521-21745-8. Brak numerów stron w książce
- H.R Elis Davidson: The Viking Road to Byzantium. Londyn: 1976. ISBN 0-04-940049-5. Brak numerów stron w książce